# 日軍佔領阿圖島

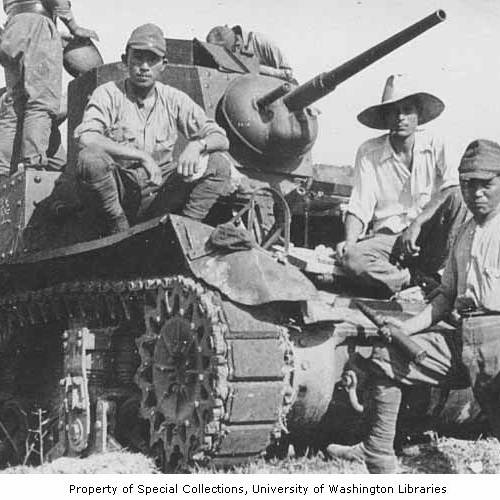
日軍與被俘戰車

日軍佔領阿圖島是指在第二次世界大戰期間，大日本帝國陸軍部隊在1942年6月6日登陸並且佔領阿留申群島西部的阿圖島，而在同一時間日軍也入侵基斯卡島。一直到1943年5月30日後，同盟國部隊才在阿圖島戰役獲勝後結束大日本帝國對於此地的占領。